# 金成賢
金成賢（韓語：김성현，1996年3月16日—）韓國男歌手，參加了韓國選秀節目Mnet的《少年24》，經過一年半的長征最終以第四名入選為出道成員。2017年10月26日作為MMO娛樂旗下男子團體IN2IT成員出道，擔任RAPPER、領舞和忙內。2019年9月5日退出IN2IT。

## 經歷

### 早期生活
- 在參加少年24前，曾在YG娛樂當練習生。

### 少年24時期
- 第2集在TOP7選拔戰中用自作rap的形式演唱了Bobby Shmurda（英语：Bobby Shmurda）的Hot N*gga(改名為Hot Clean)。
- TOP7落選後進入了Unit Red。
- 第3集的刀群舞任務中Unit Red演唱了Block B的〈Very Good〉。
- 第4集的Mix ＆ Match任務中Unit Red演唱了GD X TAEYANG的〈Good Boy〉。
- 第5集的女心狙擊任務中Unit Red演唱了防彈少年團的〈I Need U〉。
- 第6集的實力者復活賽中Unit Red演唱了1TYM的〈1TYM〉。
- 第7集的事前加分賽的Dance任務中Unit Red表演了Queen的〈We Will Rock You〉，成賢在此任務中擔任CENTER。
- 第8集的新曲任務中Unit Red表演了〈Starlight〉。由於Unit Red在五隊中得分最少，故未能入選和未能參與公演活動。

### BOYS24時期
- 2016年8月9日，因UNIT SKY隊長相旻健康上的原因自願提出下車意願，為了填補他的位子與未來將長期進行的公演特性上，在18名現有的淘汰者中將再選出五名成員合流，扣除未能成為最終小組成員的7名的18名淘汰者中，在「最愛成員復活戰」投票中票選出最希望能夠回來少年24的成員。
- 2016年8月16日投票結束，成鎬、真奎、顯旭、成賢、然太勝出，成賢加入UNIT WHITE。
- 公演時期成賢除了有參與UNIT WHITE的表演，還有其他演出例如與UNIT WHITE的崔在炫、UNIT GREEN的高智炯合作的ONE DAY及與UNIT GREEN的陳成鎬合作的CHAMP。
- 2016年11月22日公開Collabo Unit名單，成賢留在UNIT WHITE。
- 2017年3月5日舉行SEMI FINAL，成賢成功進入宣傳隊UNIT BLACK。
- SEMI FINAL後少年所有分隊重新組合，成賢是事前投票的前四名，所以擔任UNIT PURPLE隊長。
- 2017年4月11日公開UNIT BLACK的出道單曲STEAL YOUR HEART的MV。
- 2017年6月10日在台北ATT SHOWBOX舉行SHOWCASE。
- 2017年8月12日舉行FINAL，成賢成功以第四名進入出道組。

### IN2IT時期
- 2017年9月8日，公司宣布出道組名字為IN2IT，並在當日隨後在官方ins發布三條SPOILER。
- 2017年9月9日，公司公布IN2IT的logo，並在當日隨後公布確定目標在2017年秋天出道，並會在9月16日前往哈薩克斯坦參加<2017 K-POP Festival>。
- 2017年10月2日官方釋出印有「101010」字樣的團體預告照。
- 2017年10月10日官方釋出日程海報，並公佈第一張專輯名字為《Carpe Diem》。
- 2017年10月11日官方釋出成賢個人預告。
- 2017年10月17日官方公佈IN2IT出道SHOWCASE將會在10月26日在BOYS24時期的公演場MESA舉行。
- 2017年10月20日官方釋出團體預告和《Carpe Diem》的封面相片。
- 2017年10月22日官方釋出主打歌MV預告。
- 2017年10月26日官方釋出主打歌〈Amazing〉MV，及在同日登上M Countdown並在MESA舉行出道SHOWCASE。
- 2018年4月19日官方釋出《SnapShot》MV[1]。
- 2018年7月26日官方釋出《Sorry For My English》MV。
- MMO Entertainment於3月21日宣布成賢因參與了《PRODUCE X 101》，並會暫時缺席IN2IT的活動。
- 5月3日，成賢以STONE MUSIC練習生身份參與實境節目《PRODUCE X 101》。

### PRODUCE X 101時期
- 2019年5月3日，以Stone Music Entertainment練習生身份，參與《PRODUCE X 101》。
- 成賢在等級評價用了Flo Rida的GDFR表演自作Rap，被評為C等級。
- 成賢在影像評價再次被評為C等級。
- 成賢在組合＜X＞對抗評價中屬於Oh My Goodness組，表演了GOT7的Girls Girls Girls，擔任組內的RAP1，現場票數得到了101票，是組內第二名、總排名第十六名。

每集排名

以下紀錄為金成賢每集觀眾投票排名名次。
| E01 | E02 | E03 | E04 | E05 | E06 | E07 | E08 | E09  | E10  | E11 最終 |
| --- | --- | --- | --- | --- | --- | --- | --- | ---- | ---- | -------- |
| 22  | 33  | 39  | -   | 42  | 44  | -   | 44  | 淘汰 | 淘汰 | 淘汰     |

### 退出IN2IT
2019年9月5日，MMO娛樂表示金成賢退出IN2IT。
金成賢表示簽約後未曾收到合約金和工資，只是每個月給5萬韓圜作為電話費之用。公司亦稱因為少年24花太多錢，很難繼續投資IN2IT，成員最近更自費理髮或染髮來出席行程。團體缺乏具體計劃和活動、加上父親健康轉差，考慮到金錢問題向公司反映後，公司卻要求3億5千萬韓元的違約金，最終調整成1億2千萬韓元。
MMO娛樂反駁金成賢指控，堅持有確實履行經紀義務。公司持續要求金成賢歸隊，但他在節目《PRODUCE X 101》行程結束後則向本公司要求退出 IN2IT 並解約。

## 雜誌訪問
| 日期          | 雜誌訪問          | 參加成員                        |
| ------------- | ----------------- | ------------------------------- |
| 2016年12月3日 | Haru hana (Japan) | 原Unit white, 原Unit Yellow成員 |

## 演唱會及其他演出

### 公演
| 日期                       | 名稱                                           | 地點                        | 出演成員           | 備註                 |
| -------------------------- | ---------------------------------------------- | --------------------------- | ------------------ | -------------------- |
| 2016年8月22日              | CJ公司內部小型公演                             | 上岩洞CJ E&M                | BOYS24全體         | -                    |
| 2016年8月31日              | 2016韓國國際影視展(BCWW) 開幕式表演            | 首爾國際會展中心COEX B HALL | UNIT WHITE & SKY   | -                    |
| 2016年9月22日~2017年8月6日 | 少年24 公演 BOYS24 LIVE CONCERT                | BOYS24 HALL專用場館         | BOYS24全體         | -                    |
| 2016年10月8日              | tvN 10 festival                                | 一山KINTEX 第2展示場        | UNIT WHITE & GREEN | -                    |
| 2017年5月20,21日           | KCON 2017 Japan                                | 幕張Makuhari Messe          | UNIT BLACK         | -                    |
| 2017年5月27日              | 少年24 UNIT BLACK 單獨event “Steal Your Heart” | 豐洲PIT（東京）             | UNIT BLACK         | -                    |
| 2017年6月10日              | BOYS24 1st Showcase Tour in Taipei             | ATT SHOWBOX                 | UNIT BLACK         | -                    |
| 2017年8月26日              | Power Into Tohoku!2017                         | 豐洲PIT（東京）             | IN2IT              | 當日人氣一位組合當選 |
| 2017年9月16日              | 2017 Korea Culture & Tourism Festival          | 阿拉木圖（哈薩克斯坦）      | IN2IT              | -                    |
| 2017年10月26日             | IN2IT Debut Showcase                           | Shinsegae Mesa Hall         | IN2IT              | -                    |

### 粉絲見面會
| 日期          | 地點                   | 出演成員            | 備註 |
| ------------- | ---------------------- | ------------------- | ---- |
| 2016年8月25日 | 上岩洞CJ E&M           | BOYS24全體          | -    |
| 2016年12月3日 | 日本惠比壽garden place | Unit White & Yellow | -    |